# لوسيان إتش. كير
لوسيان إتش. كير هو محامي وسياسي أمريكي، ولد في 4 مايو 1831 في لندن في الولايات المتحدة، وتوفي في 31 أكتوبر 1873 في بيوريا في الولايات المتحدة. نشط حزبياً في الحزب الجمهوري. وقد انتخب عضو مجلس ولاية إلينوي ‏.